# فلوریان گالنبرگر
فلوریان گالنبرگر (انگلیسی: Florian Gallenberger؛ زادهٔ ۲۳ فوریهٔ ۱۹۷۲<ref>[http://www.hollywood.com/celebrities/florian-gallenberger-57436023/ florian gallenberger) کارگردان فیلم، و فیلم‌نامه‌نویس اهل آلمان است.
وی همچنین برندهٔ جوایزی همچون جایزه اسکار بهترین فیلم کوتاه شده‌است.